# Verleger Point
Verleger Point är en udde i Antarktis. Den ligger i Västantarktis. Inget land gör anspråk på området.
Terrängen inåt land är huvudsakligen kuperad, men västerut är den platt. Havet är nära Verleger Point norrut. Trakten är glest befolkad. Närmaste befolkade plats är Russkaya Station, 19,5 kilometer väster om Verleger Point.